# Fühlen Sie sich manchmal ausgebrannt und leer?
Fühlen Sie sich manchmal ausgebrannt und leer? ist eine deutsche Komödie von Lola Randl aus dem Jahr 2017.

## Inhalt
Die Paartherapeutin Luisa steht kurz vor dem Burn-out unter Dauerstress zwischen Job, Affäre und Diäten. Sie lebt mit ihrem Mann Richard in einem Musterhaus des Immobilienunternehmens, für das er arbeitet. Als Luisas Plan, ein Klassentreffen Richards für ein unbeschwertes Wochenende mit dessen Chef Leopold zu nutzen, durch einen Hexenschuss Richards scheitert, begegnet sie morgens beim Aufstehen überrascht einer Kopie ihrer selbst und gibt ihr den Namen Ann.
Die zunächst tollpatschige und naive Ann erhält mit einer minimalen Einweisung den Auftrag, Luisas Platz an Richards Seite einzunehmen, damit Luisa sich mit Leopold vergnügen kann. Das klappt auch, doch als Luisa beim Heimkommen sieht, wie gut sich Ann und Richard verstehen, wird sie eifersüchtig. Es kommt zu einer skurrilen Reihe von Verwechslungen, in denen Luisa und Ann wechselweise mit Richard und Leopold Zeit verbringen und sich gegenseitig die Männer streitig machen. Dem lüsternen Leopold fällt das nicht auf, doch Richard findet seine Frau immer merkwürdiger. Luisas fruchtlose Versuche, Ann unter Kontrolle zu behalten, bringen sie an den Rand der Verzweiflung, während ihr Psychiater ihr klarzumachen versucht, sie bilde sich Anns Existenz nur ein.
Als Ann, von Luisa zurückgesetzt, sich gekränkt von einer Brücke in den Tod stürzt, ist Luisa zunächst erleichtert, doch kurz darauf verselbständigt sich ihr Spiegelbild wiederum zu Ann. Die Verwicklungen beginnen von Neuem, bis Luisa, der die Situation vollkommen entgleitet, nur noch die Lösung sieht, Ann brutal zu ermorden. Richard hat längst eine Beziehung mit seiner Zahnärztin begonnen und zieht aus.
Kurz darauf ertönt ein Schreckensschrei aus dem Haus: Mit Steffi ist eine weitere Kopie Luisas erschienen. Die drei gleich aussehenden und gekleideten Frauen sind in der letzten Einstellung auf einer Wattwanderung zu einer Hallig.

## Dreharbeiten, Veröffentlichung
Fühlen Sie sich manchmal ausgebrannt und leer? wurde zwischen dem 5. Juli und dem 19. August 2016 gedreht. Die Uraufführung war am 24. Juni 2017 beim Filmfest München. Am 8. März 2018 kam der Film in die deutschen Kinos.

## Rezeption

### Kritik
„Einen so komischen und klugen Film zum Burn-out hätte man vom deutschen Kino nicht erwartet. […] Kindisches Benehmen grundiert die Erzählung um erwachsene Fragen wie Alltagsbewältigung, Abenteuersehnsucht und individueller Entfaltung. Die drei Hauptdarsteller geben sich mit vollem Einsatz diesem Spiel hin, das wie selten in deutschen Komödien aus Situationskomik, körperlicher Extravaganz und absurder Wirklichkeitsanalyse besteht.“

„Aus dem spannenden Ansatz einer im wahrsten Sinne des Wortes gespaltenen Persönlichkeit macht Lola Randl in ‚Fühlen Sie sich manchmal ausgebrannt und leer?‘ eine Komödie, die zu plakativ und wenig subtil daherkommt, um wirklich komisch zu sein.“

„'Fühlen Sie sich manchmal ausgebrannt und leer?' ist eine witzige Komödie, die weder betont intellektuell sein will noch in den Klamauk abgleitet.“

### Auszeichnung
- 2018 – Beste Darstellerin für Lina Beckmann, Preis der deutschen Filmkritik.